# 傑拉德·索萊
傑拉德·索萊（1954年3月29日—）生於法屬摩洛哥烏季達，是加泰羅尼亞血統的法裔摩洛哥前職業足球運動員，司職前鋒或攻擊中場。索萊從1972年到1988年效力於索察、摩納哥、波爾多、圖盧茲、斯特拉斯堡、巴斯蒂亞、里爾、雷恩和奧連斯，並在那裡退役。2000年，他曾在聖伊天短暫擔任過領隊。
索萊曾代表法國參加1982年世界盃，在畢爾包以3-1敗於英格蘭的比賽中攻入一球。索萊是唯一一位在對英格蘭的比賽中入球的球員。從1974年11月16日到1983年5月31日，索萊總共為法國隊出場16次，攻入4球。
2018年5月，索萊被任命為新成立的足球俱樂部沙特爾足球俱樂部的總裁
。

## 外部連結
- Gérard Soler （页面存档备份，存于）於法國足球總會 (法文)
- 法国足球协会上的 傑拉德·索萊 （法文） 存档于webarchive.org.